# کشتار گوانگجو
کشتار گوانگجو نام یک رویداد در سده نهم میلادی است که در چین رخ داد.
بر طبق اندک روایات موجود باقی‌مانده از این دوره از دودمان تانگ در جنوب چین، نزدیک به دویست هزار ایرانی، عرب مسلمان و زرتشتی تاجر ساکن در چین، توسط نیروهای هوانگ چاو قتل‌عام شدند.
پیش از این نیز ایرانیان و اعراب ساکن در چین، کشتار یانگجو را تجربه کرده بودند.